# Фризская лошадь
Фризская лошадь, фриз — порода лошадей вороной масти, выведенная в Фрисландии, провинции на севере Нидерландов. Известна под образным названием как «чёрное золото» Голландии. Считается одной из старейших пород Европы. Формирование породы происходило путём скрещивания с восточными и испанскими (андалузскими) лошадьми. Хотя по экстерьеру порода напоминает лёгкую упряжную лошадь, фризы изящны и проворны для своего размера. В Средние века применялась для перевозки рыцарей, позже в качестве упряжной породы и на скачках. Участвовала в выведении новых пород лошадей. В современное время используется как в упряжке, так и в верховой езде (в частности, в такой дисциплине, как выездка). Представители этой породы неоднократно принимали участие в кино и на телевидении.

## История
Фризская лошадь считается одной из старейших пород Европы; по некоторым данным она ведёт происхождение из северо-нидерландской провинции Фрисландия (нидерл. Friesland). Отдельные исследователи считают её потомком дикой европейской лесной лошади, обитавшей в приледниковой лесотундре. По некоторым сведениям, письменные сообщения о фризской породе относятся уже к середине XIII века. В период Средневековья, благодаря своей силе и выносливости, использовалась рыцарями. Считается, что формирование породы происходило путём скрещивания с восточными (арабскими) лошадьми, что имело место в эпоху Крестовых походов.

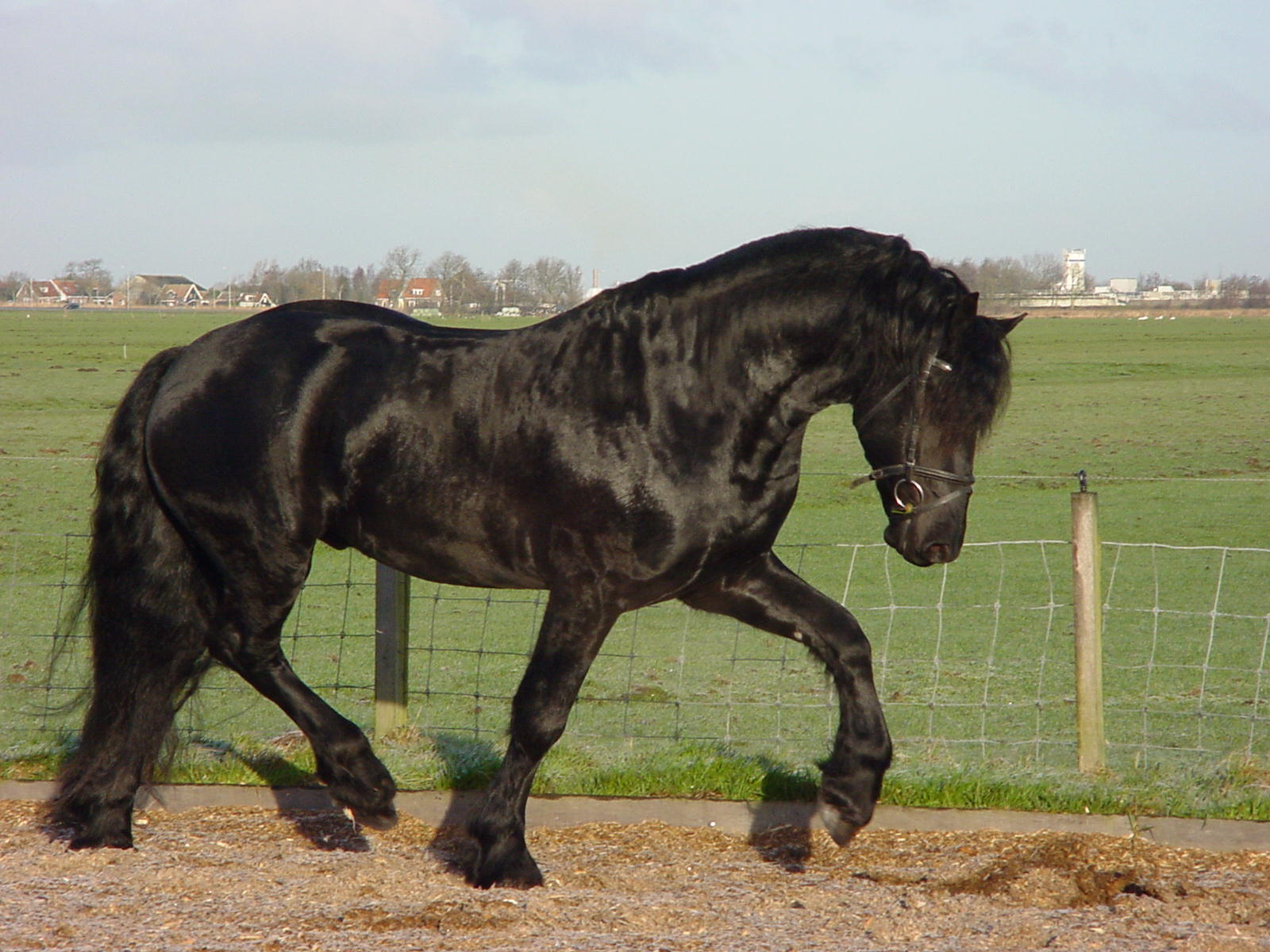
Жеребец фризской породы

По другим сообщениям, современная порода выведена в XVI—XVII веках путём скрещивания испанских (андалузских) лошадей с местной тяжёлой «холоднокровной» породой, что происходило в период испанского владычества. Сочетание качеств андалузских и голландских лошадей привело к тому, что «шея фризов стала тоньше, морда изящней, ноги и корпус более тонкими, но всё это не отняло у фризов их мощи». Существует точка зрения, что современный тип лошади сформировался к концу XVI века, так как на это указывают изображение лошадей на парадных портретах европейской аристократии, схожих по своему экстерьеру с фризами. В связи с утратой необходимости применения в такого роде войск как рыцарская конница, фризская порода была переквалифицирована в упряжную, использовалась в конных экипажах в дворянских каретах. Позже применялась в конных скачках и забегах, в выведении рысистых пород лошадей. На Западе эти лошади известны под образным названием «чёрные жемчужины», «чёрное золото». Это вызвано прежде всего тем, что они признаются в качестве одной из самых красивых и оригинальных упряжных пород мира. В литературе по этому поводу отмечалось: «Нарядный внешний вид и характерная блестящая вороная масть делают показ запряжек лошадей фризской породы особенно популярным на конских выставках и других зрелищах в Голландии».
Фризские лошади дважды были на грани вымирания, так как подвергались смешению с другими породами, но были спасены нидерландскими коневодами. В 1879 году группой местных коннозаводчиков была создана племенная книга фризской породы (нидерл. Paardenstamboek); в 1907 году, она получила название Friesch Paarden Stamboek, (FPS), а в 1952 году была удостоена звания — Королевская (KFPS). Ещё одна угроза была связана с активным применением в XX веке механизации процессов и распространением автомобилей. С начала 1960-х годов, когда удалось изменить ситуацию к лучшему, существованию породы ничто не угрожало.
Фризы принимали участие в создании нескольких пород лошадей (ольденбургская, шайрская, фелл, дейл пони, лошадь Моргана, орловский рысак).
В 1823 году нидерландский король Виллем I учредил ежегодные фризские бега под названием «День Королевского хлыста», победитель которых награждался золотым хлыстом. В 1985 году фризы пополнили состав Королевской конюшни. Фризы входили в шестёрку лошадей, запряжённых в Королевскую карету на церемонии открытия Всемирных конных игр в Гааге в 1994 году. В самой Фрисландии порода занимает около 50 % от мирового количества; вторая половина фризской породы представлена в остальной части страны, а также в Германии, Франции, Швейцарии, США и некоторых других странах.

## Описание
Промеры: высота в холке жеребцов начинается около 152 см и доходит до 162, высота кобыл не ниже 150 см.

274.988x274.988пкс

Масть: Исключительно вороная. Из отметин допускается только звёздочка диаметром не более 30 мм у кобыл. У жеребцов отметины не допускаются.
Экстерьер: Фриз — лошадь не очень крупная, костистая, но элегантная, несколько высоконогая, с ярко выраженным упряжным складом. Фризы имеют грубую рыхлую конституцию. Корпус широкий и глубокий, но немного растянутый, спина длинная и нередко мягковатая. Рыхлость конституции скрадывается высоким выходом шеи и растянутостью форм. Шея у фриза с красивым лёгким изгибом, очень высоко поставленная, а голова крупная, длинная, с почти прямым профилем и длинными строгими ушами. Наиболее запоминающаяся особенность фризской лошади — очень длинные и густые щётки, покрывающие костистые мощные ноги от скакательного и запястного сустава и ниспадающие на большие чёрные копыта (так называемые фризы). Густые, длинные, волнистые гривы и хвосты требуют дополнительного ухода, так как волосы могут сплетаться и выглядеть не эстетично.
В породе культивируется так называемый «каретный ход» — когда ноги лошади на рыси движутся по большой круговой амплитуде с потерей скорости на гладком грунте, но с наименьшими физическими затратами на глубоком, мягком грунте (снег, песок). Зачастую владельцы стремятся улучшить природные движения своих лошадей, используя на тренировках «фризскую шлею» — устройство из верёвок и блоков, соединяющих трензель с каждой ногой лошади.
Фризы славятся лёгкой обучаемостью, ориентированием на человека, удобством в обиходе. Чаще всего у них мягкие для всадника аллюры. Однако, профессиональные спортсмены по драйвингу предпочитают использовать более интеллектуальные породы.
У фризских коней энергичный темперамент, они достаточно спокойны и уравновешенны. Их не тревожат большие скопления людей, они остаются непоколебимыми при звуках громкой музыки, поэтому нередко используются на торжественных мероприятиях и праздниках. В последнее время применяются в выездке, где ценятся за красочные движения, «машистую» рысь.

## Типы

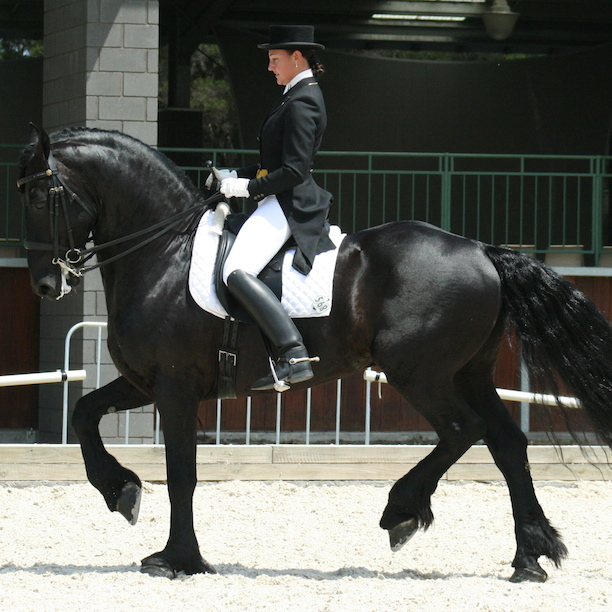

Прошедшая длительную селекцию порода в настоящее время разделилась по экстерьеру на три основных типа:
- «Барокко». Данный тип является старинным, фризы этого типа сохранили практически все основные черты своих предков. У фриза-«барокко» великолепная густая грива и хвост, высокий аллюр, чёткая, выразительная поступь. Как правило, эти лошади — продолжатели старинных родословных линий[14].
- Современный тип. Кони этого типа не такие «мощные», как фризы-«барокко», в то же время — более массивные, чем представители современного спортивного типа.
- Спортивный тип. У фриза спортивного типа практически отсутствует «классическая» массивность, однако он выигрывает в росте, сохраняя при этом масть и аллюры. У спортивного фриза короткая и сильная спина, плечо — длинное и глубокое, круп приспущенный. Особенностью коней данного типа является сравнительно малый объём лёгких, именно поэтому такие фризы не приспособлены для скоростных забегов и прыжковых испытаний, даже будучи в лёгкой категории[3].

На сегодняшний день фризы являются скорее декоративной породой лошадей. Они пригодны лишь для одной спортивной дисциплины — драйвинга, однако не имеют в ней достаточно много поклонников. В основном эти лошади используются для фотосессий и в парадных каретах.
В мае 2016 года британские СМИ назвали самым красивым конём в мире жеребца по прозвищу Фридрих Великий, который живёт в США.

## В искусстве
Иссиня-чёрные лошади фризской породы были такими большими, каких Лэнгдону ещё не доводилось видеть. Эти очень крупные и потрясающе красивые скакуны с топотом носились по полю, демонстрируя рельефные мышцы. Густая шерсть покрывала мощные ноги ниспадая на огромные чёрные копыта, а длинные гривы развевались над высоко поставленными грациозными шеями.
Фризы привлекаются в кинематографе и на телевидении, прежде всего в качестве упряжных лошадей, но их можно увидеть и под седлом. Из-за своей фотогеничной, красочной внешности они часто попадают на экран в исторических, фантастических, сказочных фильмах. Примерами использования в кинематографе могут служить такие картины: «Леди-Ястреб» (1985), «Интервью с вампиром» (1994), «Маска Зорро» (1998) и «Легенда о Зорро» (2005), «Триста спартанцев» (2006), «Битва титанов» (2010), «Белоснежка и охотник» (2012) и другие. Роль коня Александра Македонского, Буцефала, в фильме «Александр» (2004) режиссёра Оливера Стоуна исполнил конь именно фризской породы, хотя его использование признаётся как исторический анахронизм. Режиссёр посчитал эту породу наиболее красивой и подходящей для фильма.
О фризской породе лошадей НКО Omrop Fryslân и общество «Королевская племенная книга фризских лошадей» сняли уникальную серию документальных фильмов «Чёрное золото» (англ. It Swarte Goud) о тесной связи коневодства и человеческого общества. Фильм исследует вопросы происхождения породы, чистоты и статуса, взаимосвязь животных и человека. Шесть частей фильма транслировалась на голландском телевидении. Деньги на фильм были собраны с помощью краудфандинга.
В столице провинции Фрисландия в 1981 году в Леувардене была установлена статуя фризской лошади (нидерл. Het Friese Paard) работы скульптора Ауке Хеттема (англ. Auke Hettema). Открытие памятника было приурочено к 100-летию Общества фризской лошади.